# 讃岐民具連
讃岐民具連（さぬきみんぐれん）は、日常生活において人びとの間で古くから伝承され、使い続けられてきた民具を、より洗練された新しい形で再生しようとする運動から設立された団体。香川県に所在する。
受け継がれてきた洗練された伝統を残しつつ、変化し続ける時代の感覚を普遍的精神の中なかで常に新しい形で追い求めていくということを目指している。 

## 略歴
- 1963年　設立。
- 1964年　日系アメリカ人、ジョージ・ナカシマが参加。